# Tập san Sử Địa

Tập san Sử Địa số cuối cùng, 1975

Tập san Sử Địa là một tập san học thuật sưu tầm, khảo cứu chuyên ngành do nhóm giáo sư, sinh viên Trường Đại học Sư phạm Sài Gòn thuộc Viện Đại học Sài Gòn chủ trương thực hiện, phát hành mỗi 3 tháng, với Nguyễn Nhã làm chủ nhiệm và Phạm Thị Hồng Liên quản lý, và với sự bảo trợ của nhà sách Khai Trí tại Sài Gòn. Toàn bộ Tập San Sử Địa gồm có 29 số (22 tập), được phát hành từ năm 1966 cho tới 30 tháng 4 năm 1975 thì ngừng.
Ban chủ biên tập san có sự tham gia của các chuyên gia như giáo sư Nguyễn Thế Anh, Bửu Cầm, Phan Khoang, Phạm Văn Sơn, Phạm Cao Dương, Quách Thanh Tâm, Trần Anh Tuấn, Tạ Chí Đại Trường, Chen Chin Hô (tức Trần Kình Hòa), Đặng Phương Nghi... Ngoài ra còn có một số nhà nghiên cứu tham gia viết bài như Hoàng Xuân Hãn, Lê Văn Hảo, Vương Hồng Sển, Hồ Hữu Tường, Nguyễn Hùng Cường, Nguyễn Đăng Thục...
Năm 2007, toàn bộ 29 số tập san Sử địa đã được tái bản dưới dạng số hóa trong một CD-ROM (ảnh) do Hội Khoa học Lịch sử Việt Nam phối hợp cùng Viện Viễn Đông Bác cổ của Pháp thực hiện dưới sự đồng ý của Tiến sĩ sử học Nguyễn Nhã - nguyên chủ bút tập san. Nhân dịp tái bản lần này, giáo sư Phan Huy Lê - Chủ tịch Hội Khoa học Lịch sử Việt Nam - nhận định: "Tập san Sử Địa để lại cho tôi những ấn tượng sâu sắc về tinh thần khoa học và ý thức dân tộc của những người chủ trương tập san và các tác giả bài viết. Tính khoa học và tính dân tộc là đặc điểm bao trùm của tập san. Nhiều bài viết trên tập san thật sự là những công trình nghiên cứu có giá trị cao, sưu tầm tư liệu công phu, xử lý thông tin khoa học, thái độ khách quan trung thực và nhất là góp phần dấy lên tinh thần yêu nước, ý thức dân tộc và nêu cao các giá trị văn hóa dân tộc..."

## Bối cảnh ra đời
Được chuẩn bị và hình thành từ phong trào sinh viên những năm 1963 - 1964, bước đầu một số sinh viên (thuộc hai ban Sử Địa Trường Đại học Sư phạm Sài Gòn) thành lập một câu lạc bộ ngoại khóa lấy tên "Nhóm Sử Địa Đại học Sư Phạm Sài Gòn", thường tổ chức các hoạt động du khảo, diễn thuyết, báo chí và phát hành nội san "Tin Sử Địa" (in ronéo). Ông Nguyễn Văn Trương, chủ nhà sách Khai Trí tình cờ được đọc một số của nội san này và muốn giúp đỡ việc in ấn. Sau đó, ngày 27 tháng 2 năm 1966, Tập san Sử Địa số 1 ra mắt tại Câu lạc bộ Báo chí tại Sài Gòn, và ông Nguyễn Nhã, lúc đó vừa học xong Đại học, được giao trách nhiệm chủ nhiệm.
Nhờ tính cách đa dạng của các tác giả góp mặt và hoàn cảnh sáng tác khá tự do của miền Nam lúc đó, cũng như sự tiếp cận thông tin nhiều chiều nên những bài viết được trình bày qua nhiều góc cạnh khác nhau, với từng quan điểm cá nhân và khách quan của người viết.

## Danh sách đề mục 29 quyển Tập San Sử Địa

### Số 1 - Tháng 1, 2, 3/1966
- Lá thư tòa soạn

Tập san số ra mắt, 1966

- Vài lời giới thiệu của ông khoa trưởng Đại học Sư phạm Sài Gòn, Gs Trần Văn Tấn
- Những lời thề của Lê Lợi - Hoàng Xuân Hãn
- Đà lịch sử... - Nguyễn Phương
- Lược sử chế độ xã thôn ở Việt Nam - Phan Khoang
- Thử phác họa những nét đại cương về địa lý hình thể Nam Phần Việt Nam - Lâm Thanh Liêm
- Tương quan giữa Sử học và Nhân chủng học - Nghiêm Thẩm
- Tỉnh Định Tường ngày xưa - Phù Lang Trương Bá Phát
- Xét lại nguyên nhân của các vụ loạn dưới đời Tự Đức - Phạm Văn Sơn
- Đại Nam Thực Lục Chính Biên - Phan Khoang dịch
- Tây Thái Hậu - Nguyên tác: Vương Thức
- Giới thiệu sách báo Sử Địa

### Số 2 - Tháng 4, 5, 6/1966
- Lá thư tòa soạn
- Để kiến thiết quốc gia, nghiên cứu quốc sử là công việc tối cần thiết trong lúc này - Phan Khoang
- Những lời thề của Lê Lợi - Hoàng Xuân Hãn
- Thuyết Mác-Xít và sự giải thích lịch sử bằng những nguyên nhân kinh tế và xã hội - Nguyễn Thế Anh
- Thử phác họa những nét đại cương về địa lý hình thể Nam Phần Việt Nam - Lâm Thanh Liêm
- Các sứ bộ do Triều Nguyễn phái sang Nhà Thanh - Bửu Cầm
- Một vài chủ trương của Triều đình Huế trong hòa ước Quý Mùi (25-8-1883) - Phạm Cao Dương
- Thử trình bày một cách trắc nghiệm về môn Địa Lý áp dụng cho các lớp ở bậc trung học - Phạm Đình Tiếu
- Vọng sơn niên phổ - Phụng dịch: Phạm Quý Trầm
- Đại Nam Thực Lục Chính Biên (tiếp) - Phan Khoang dịch
- Tây Thái Hậu (tiếp theo) - Nguyên tác: Vương Thức
- Giới thiệu sách báo Sử Địa

### Số 3 - Tháng 7, 8, 9/1966
Đặc khảo về Trương Công Định
- Lá thư tòa soạn
- Trương Định, dõng tướng huyện Tân Hòa - Phù Lang Trương Bá Phát
- Vài giai thoại có dính líu tới cụ lãnh binh Trương Định - Lê Thọ Xuân
- Thân thế và thơ văn của Nguyễn Thông - Bùi Quang Tung
- Độn Am văn tập - Lãnh binh Trương Định truyện - Hồ Huân Nghiệp truyện của Nguyễn Thông
- Hiện tượng Trương Công Định - Hồ Hữu Tường
- Trương Công Định và đạo hiếu trung - Vương Hồng Sển
- Đại Nam chánh biên liệt truyệt - Tiểu sử Trương Công Định - Tô Nam dịch
- Tình hình ba tỉnh Nam Kỳ - tờ bẩm của Phạm Tiến - tờ khai của Trần Ngọc Thanh, Nguyễn Đức Tánh
- Giới thiệu sách báo
- Hộp thư sử địa

### Số 4 - Tháng 10, 11, 12 - 1966
- Lá thư tòa soạn
- Gốc tính của Chúa Trịnh và một bức thư nôm của Trịnh Kiểm - Hoàng Xuân Hãn
- Hai bức thư bằng chữ nôm về thế kỷ XVII - Bửu Cầm
- Luận về Nguyễn Trãi - Phan Khoang
- Một vấn đề của sử học Việt Nam: Vị trí của Đại Việt, Chiêm Thành, Phù Nam trong lịch sử Việt Nam - Tạ Chí Đại Trường
- Một vài chủ trương của Triều đình Huế trong hòa ước Quý mùi (25-8-1883) - Phạm Cao Dương
- Vài ý niệm về ích lợi của khoa Hải Dương Học (Océanographie) đối với ngành hàng hải - Nguyễn Hải
- Đại Nam Thực Lục Chính Biên - Phan Khoang dịch
- Tây Thái Hậu - Nguyên tác: Vương Thức
- Hộp thư Sử Địa

### Số 5 - Tháng 1, 2, 3/1967
Đặc khảo về phong tục Tết Việt Nam và các lân bang
- Lá thư tòa soạn
- Vũ trụ âm dương - Nguyễn Đăng Thục
- Nhìn qua các nghi lễ Triều đình Huế - Bửu Kế
- Lễ tiến xuân, nghênh xuân dưới triều Nguyễn - Phan Khoang
- Giai thoại về câu đối Tết - Tô Nam Nguyễn Đình Diệm
- Cảm tưởng về Tết trong Nam - Vương Hồng Sển
- Tục thưởng xuân của đồng bào Chàm Hồi Giáo - Dorohiem
- Bài chòi ở Bình Định - Tạ Chí Đại Trường
- Cổ nhân và các tục lệ về ngày xuân - Phạm Văn Sơn
- Tết Lào ở... xứ Lào - Phạm Trọng Nhân
- Lễ Tết của người Quảng Đông tại Trung Hoa và Việt Nam - Tăng Hậu, Thôi Tiêu Nhiên, Lê Thọ Xuân
- Lễ Tết Nguyên Đán Chôi Chnăm Thmây của đồng bào Miên - Châu Giang Tử
- Mùa lễ Tết trên cao nguyên - Nguyễn Văn Nghiêm
- Xuân qua các nẻo đường Sơn Cước - Đỗ Văn Tú
- Thưởng xuân trên cao nguyên với rượu cần của đồng bào Thượng - Nguyễn Trắc Dĩ
- Bói đầu năm - Hồ Hữu Tường
- Giai thoại về thơ khai bút - Bảng Sơn
- Những lễ hội ở Hà Tiên trong ba tháng mùa xuân - Đông Hồ
- Quan Thượng thưởng xuân - Phù Lang Trương Bá Phát
- Tranh Tết - Nguyễn Bá Lăng
- Lễ kị ông bà ngày Tết của người Chàm Bà La Môn ở Bình Tuy - Nguyễn Bạt Tụy
- Thư tịch về phong tục Tết Việt Nam - X.Y.Z.

### Số 6 - Tháng 4, 5, 6/1967
- Lá thư tòa soạn
- Vụ Bắc sứ năm Canh Thìn đời Cảnh Hưng với Lê Quý Đôn và bài trình bằng văn nôm - Hoàng Xuân Hãn
- Vấn đề lúa gạo ở Việt Nam trong tiền bán thế kỷ XIX - Nguyễn Thế Anh
- Xã hội Việt Nam trước đây có phải là phong kiến không? - Phan Khoang
- Thái độ và hành động của nhân sĩ Việt Nam trong khoảng đầu thế kỷ XX - Phạm Văn Sơn
- Lịch sử, sử ký, sử học. Những danh từ cần phải định nghĩa và phân biệt - Phạm Cao Dương
- Các dòng hải lưu trên đại dương - Phan Đình Tần
- Lịch sử bang giao Lào-Việt - Trương Bá Phát, Thái Việt Điểu
- Vị trí các lăng tẩm vua Lê
- Tìm hiểu về các đảng phái Việt Nam trong thời Pháp thuộc. Việt Nam Quốc Dân Đảng.
- Khung cảnh thiên nhiên và ảnh hưởng của nó đến đời sống nông thôn ở châu thổ Nam phần - Quách Thanh Tâm
- Đại Nam Thực Lục Chánh Biên. Đệ nhất kỷ, Thực lục về Thế Tổ Cao Hoàng Đế - Phan Khoang dịch
- Tây Thái Hậu - Nguyên tác: Vương Thức

### Số 7 và 8 - Tháng 7, 8, 9, 10, 11, 12/1967
Đặc khảo về Phan Thanh Giản (1796-1867)
- Lá thư tòa soạn
- Phan Thanh Giản đi sứ ở Paris - Trương Bá Cần.
- Phan Thanh Giản dưới mắt người Pháp - Nguyễn Thế Anh.
- Một nghi vấn về tập Tây Phù Nhật Ký - Lãng Hồ
- Kinh Lược Đại Thần Phan Thanh Giản với sự chiếm cứ ba tỉnh miền Tây - Phù Lang
- Chung quanh cái chết và trách nhiệm của Phan Thanh Giản trước các biến cố của Nam Kỳ cuối thế kỷ XIX - Phạm Văn Sơn
- Cuộc đời Phan Thanh Giản - Trần Quốc Giám
- Nhơn cuộc du xuân, may gặp kho tàng quý giá về Cụ Phan Thanh Giản - Lê Văn Ngôn
- Thái độ của triều đình Huế đối với Phan Thanh Giản - T.Q.G.
- Bản án của các Đại Thần nghị xử về việc để thất thủ 3 tỉnh Vĩnh Long - An Giang - Hà Tiên - Tô Nam dịch.
- Lương Khê Thi Văn Thảo - Tô Nam - Mai Chưởng Đức - Mộng Tuyết thất tiểu muội trích dịch.
- Bài Văn Bia ở Miếu Văn Thánh Vĩnh Long do Phan Thanh Giản soạn - Mai Sơn sưu tập
- Bức thư Nôm (26-1-1837) của Phụ Thân gửi cho Phan Thanh Giản
- Ý kiến bạn đọc: về địa danh Faifo - Lịch sử súng thần công - Sự tương tàn giữa gia đình hoàng tử Cảnh và vua Minh Mạng
- Giới thiệu sách báo
- Hộp thơ Sử Địa
- Tin tức đặc biệt: Sự thành lập Hội Giáo sư Sử Địa Việt Nam
- Mục lục phân tích số 7 & 8 bằng ngoại ngữ

### Số 9 và 10 - Tháng 1, 2, 3, 4, 5, 6/1968
Đặc khảo về vua Quang Trung
- Lá thư tòa soạn
- Việt Thanh Chiến Sử - theo Ngụy Nguyên, một sử gia Trung Quốc đời Thanh - Hoàng Xuân Hãn
- Trận Đống Đa với chính nghĩa quốc gia - Nguyễn Đăng Thục
- Di tích và truyền thuyết về Nhà Tây Sơn - Quách Tấn
- Vai trò của Nguyễn Huệ trong chế độ quân chính của Tây Sơn - Tạ Chí Đại Trường
- Chiến thắng Nguyễn Huệ trước viện binh Xiêm La - Tạ Chí Đại Trường
- Dân Đại Việt ở cuối thế kỷ XVIII - Tạ Chí Đại Trường
- Vua Quang Trung qua chính sử của triều Nguyễn - Tạ Quang Phát
- Góp thêm về phổ hệ Tây Sơn và chân dung anh em họ - Tạ Chí Đại Trường
- Tôn Sĩ Nghị trúng kế "kiêu địch" của Ngô Thời Nhậm - X.X.X.
- Để so sánh các anh hùng trước Nguyễn Huệ với Nguyễn Huệ - Phạm Văn Sơn
- Tây Sơn Thuật Lược - bản dịch của Tạ Quang Phát
- Nguyên nhân của ngày giỗ trận và lý do hưng vong của Nhà Tây Sơn - Tô Nam Nguyễn Đình Diệm
- Một vài phương thuật để nghiên cứu về Tây Sơn - Hồ Hữu Tường
- Vài tài liệu mới lạ về những cuộc bắc tiến của Nguyễn Huệ - Đặng Phương Nghi

### Số 11 - Tháng 7, 8, 9 - 1968
- Lá thư tòa soạn
- Việt Nam và các Đông Ấn công ty - Nguyễn Hải
- Thử tìm hiểu về Lũy Trường Dục và Lũy Đồng Hới - Ông và Bà Trần Đăng Đại
- Những chương đầu của lịch sử hai xứ Thuận Quảng. Những đợt di dân đầu tiên trong cuộc Nam tiến của dân tộc Việt Nam - Phan Khoang
- Cuộc Duy Tân khởi nghĩa 1916 và Phan Thành Tài - Lê Ước (Đại Thạch)
- Những bức thư chữ Nôm của Nguyễn Ánh do giáo sĩ Cadière sưu tập - Tạ Chí Đại Trường
- Phép thi Hương đời Lê Trung Hưng - Nguyễn Kiến (Doãn Thành)
- Việt Nam Quốc Dân Đảng tại Hải Ngoại (Nguyễn Huy)
- Vài nét về Trường Cổ Điển Học Ba Lê và phương pháp chép sử - Đặng Phương Nghi
- Bang giao Lào Việt - Trương Bá Phát và Thái Việt Điểu
- Đại Nam Thực Lục Chánh Biên - Phan Khoang
- Vụ Bắc Sứ năm Canh Thìn đời Cảnh Hưng với Lê Quý Đôn và bài trình bằng chữ Nôm - Hoàng Xuân Hãn
- Tây Thái Hậu - Mai Chưởng Đức
- Giới thiệu sách báo
- Hộp thơ Sử Địa
- Mục lục phân tích bằng ngoại ngữ

### Số 12 - Tháng 10, 11, 12 - 1968
Kỷ Niệm 100 năm Nguyễn Trung Trực
- Lá thư tòa soạn
- Nguyễn Trung Trực, dõng tướng Tân An Phủ - Phù Lang Trương Bá Phát
- Xin cung hiến một ít tài liệu về Cụ Nguyễn Trung Trực - Lê Thọ Xuân
- Nguyễn Trung Trực, một Kinh Kha của miền Nam - Phạm Văn Sơn
- Cải chính một điều lầm tài liệu về Nguyễn Trung Trực - Đông Hồ
- Đất khởi nghĩa và vài giai thoại về Nguyễn Trung Trực - Sơn Nam
- Tình hình chính trị Việt Nam thời kỳ Nguyễn Trung Trực khởi nghĩa: Quan điểm của Ba Lê, Madrid và Huế về hòa ước Saigon 1862. Phản ứng của nhân dân Việt Nam. Các giáo sĩ - Nguyên bản Nguyễn Xuân Thọ, bản dịch của Nguyễn Huy
- Chung quanh vấn đề viết soạn tiểu sử Nguyễn Trung Trực cũng như của các nhân vật lịch sử khác - Vương Hồng Sển
- Ý kiến bạn đọc
- Giới thiệu sách báo
- Hộp thơ sử địa
- Mục lục Tập San Sử Địa trong 3 năm (từ 1966 đến 1968)
- Mục lục phân tích bằng ngoại ngữ
- Phụ lục bằng Pháp ngữ

### Số 13 - Tháng 1, 2, 3/1969
Kỷ Niệm Chiến Thắng Xuân Kỷ Dậu (Đống Đa)
- Lá thư tòa soạn
- Trận Đống Đa - Phù Lang Trương Bá Phát
- Đống Đa, mâu thuẫn văn hóa vượt biên giới - Tạ Chí Đại Trường
- Bắc Hành Tùng Ký - Hoàng Xuân Hãn
- Triều đại Quang Trung dưới mắt các nhà truyền giáo tây phương - Đặng Phương Nghi
- Tài dùng binh của Nguyễn Huệ - Nguyễn Nhã
- Chung quanh các cuộc chiến thắng quân Tôn Sĩ Nghị của vua Quang Trung ngày Tết năm Kỷ Dậu - Phan Khoang
- Vài tài liệu về Ngọc Hân Công Chúa và Quang Trung - Tạ Quang Phát
- Trái tim bất tử của Lê Chiêu Thống - Tô Nam
- Cuộc giao thiệp giữa Quang Trung với Càn Long. Vụ 16 châu và xây đền Sầm Nghi Đống - Lý Văn Hùng
- Những đặc điểm về Nguyễn Huệ - Phạm Văn Sơn
- Giới thiệu sách báo
- Mục lục phân tích bằng ngoại ngữ

### Số 14 và 15 - Tháng 4, 5, 6, 7, 8, 9/1969
- Lá thư tòa soạn
- Bắc Hành Tùng Ký - Hoàng Xuân Hãn
- Sau ngót 150 năm. Thử giải điểm thắc mắc của An Toàn Hầu Trịnh Hoài Đức về sử địa nước nhà - Lê Thọ Xuân
- Cuộc bạo hành tại Huế ngày 5-7-1885 - Vụ cướp phá hoàng cung - Cuộc đề kháng của vua Hàm Nghi và triều Đồng Khánh - Nguyễn Xuân Thọ
- Nguyên nhân khô hạn ở Miền Phan - Nguyễn Huy
- Cuộc chiến tranh giành ảnh hưởng ở nước Chân Lạp giữa Tiêm la và các Chúa Nguyễn - Phan Khoang
- Tài dùng binh của Nguyễn Huệ - Nguyễn Nhã
- Địa danh, di tích lịch sử, thắng cảnh trong vùng người Việt gốc Miên - Lê Hương
- Dẫn vào lịch sử - Trần Anh Tuấn
- Trung Việt văn hóa luận tập - Mai Chưởng Đức dịch
- Sự quan hệ của Bác Cổ Học viện đối với văn hóa nước ta - Bửu Cầm và Cẩm Hà dịch
- Đông Dương Cộng sản Đảng - Tài liệu của sở mật thám Đông Dương
- Giới thiệu sách báo
- Ý kiến bạn đọc
- Mục lục phân tích bằng ngoại ngữ

### Số 16 - Tháng 10, 11, 12/1969
Đặc khảo Việt Kiều tại các lân bang: Miên,Thái, Lào
- Lá thư tòa soạn
- Việt Kiều tại Thái Lan - Đông Tùng
- Sự nghiệp cách mạng giải phóng dân tộc của Việt Kiều tại Thái Lan - Đông Tùng
- Thơ văn cách mạng phổ biến trong giới Việt Kiều ở Thái Lan - Đông Tùng
- Đời sống Việt Kiều tại Cao Miên - Lê Hương
- Việt Kiều tại Ai Lao qua các thời đại - Tùng Vân
- Katay Don Sasorith, Thủ tướng Lào gốc Việt - Tùng Vân
- Việt Kiều tại Ai Lao - Phạm Trọng Nhân
- Việt Kiều tại Thái Lan - Châu Long
- Vai trò của người Việt Nam tại bán đảo Đông Dương - Hãn Nguyên
- Bắc Hành Tùng Ký - Hoàng Xuân Hãn
- Cuộc tranh giành ảnh hưởng ở nước Chân Lạp giữa Tiêm La và các Chúa Nguyễn - Phan Khoang
- Ý kiến bạn đọc
- Giới thiệu sách báo
- Mục lục phân tích bằng ngoại ngữ

### Số 17 và 18 - Tháng 1, 2, 3, 4, 5, 6/1970
- Lá thư tòa soạn
- Đồ biểu đối chiếu lịch xưa và công lịch - Hoàng Xuân Hãn
- Từ cuộc bảo hộ đến cuộc đô hộ nước Cao Miên thời Nhà Nguyễn - Phan Khoang
- Bài Tế Nghĩa Trủng Văn do Thoại Ngọc Hầu chủ tế cô hồn tử sĩ sau ngày đào kinh Vĩnh Tế - Nguyễn Văn Hầu
- Bài vè Thủy trình từ Huế vô Sài gòn - Bùi Quang Tung
- Đất phù sa và phân hóa học trong việc trồng lúa ở Nam Việt Nam - Thái Công Tụng
- Quốc hiệu Việt Nam và Đại Nam - Bửu Cầm
- Đọc tài liệu của Sở Mật Thám Đông Dương về Đông Dương Cộng sản Đảng - Bàng Thống và Đông Tùng
- Làng Xóm - Nhất Thanh
- Về các danh xưng chỉ người Chàm - Tạ Chí Đại Trường
- Mục đích và ích lợi của Gia phả - Dã Lan Nguyễn Đức Dụ
- Trung Việt văn hóa luận tập - Mai Chưởng Đức dịch
- Phan Công Tòng - Phù Lang Trương Bá Phát
- Vạn Thắng Vương - Tô Nam Nguyễn Đình Diệm
- Nạn đói năm Ất Dậu (1945) - Tăng Xuân An
- Đất đai nước ta về đời Hùng Vương - Đình Thụ Hoàng Văn Hòe
- Niên biểu các nhân danh của những triều vua Việt Nam - Đặng Văn Châu
- Giới thiệu sách báo
- Mục lục phân tích bằng ngoại ngữ

### Số 19 và 20 - Tháng 7, 8, 9, 10, 11, 12/1970
Đặc khảo về Cuộc Nam Tiến của dân tộc Việt Nam
- Lá thư tòa soạn
- Hà Tiên, chìa khóa Nam Tiến của dân tộc Việt Nam xuống đồng bằng sông Cửu Long - Hãn Nguyên
- Sự thôn thuộc và khai thác đất Tầm Phong Long - Chặng cuối cùng của cuộc Nam Tiến - Nguyễn Văn Hầu
- Nam Tiến Việt Nam - Nguyễn Đăng Thục
- Lịch sử cuộc Nam Tiến của dân tộc Việt Nam - Phù Lang Trương Bá Phát
- Vài nét về văn học nghệ thuật Việt Nam trên đường Nam Tiến - Nguyễn Văn Xuân
- Những người Việt tiền phong trên bước đường Nam Tiến tại Cao Lãnh - Kiến Phong - Lê Hương
- Việc khẩn hoang vùng Rạch Giá - Sơn Nam
- Việc mãi nô dưới vòm trời Đông Phố và chủ đất thật của vùng Đồng Nai - Bình Nguyên Lộc
- Cột đồng Mã Viện, nguyên tác của Đào Duy Anh - Nhất Thanh dịch
- Đồ Bàn Thành Ký - Tô Nam dịch
- Di tích Chiêm Thành tại Bình Định - Trần Nhâm Thân
- Di tích và cổ vật Chiêm Thành tại Bình Thuận - Lê Hữu Lễ
- Thư tịch về cuộc Nam Tiến - Trần Anh Tuấn
- Giới thiệu sách báo
- Phụ bản tám bản đồ

### Số 21 - Tháng 1, 2, 3/1971
200 năm phong trào Tây Sơn
- Lá thư tòa soạn
- Phe chống đảng Tây Sơn ở Bắc với tập "Lữ Trung Ngâm" - Hoàng Xuân Hãn
- Công chúa Ngọc Hân Bắc Cung Hoàng Hậu triều Quang Trung - Nhất Thanh
- Cuộc khởi dậy và chiến tranh của Tây Sơn - Phù Lang Trương Bá Phát
- Việc mất đất sáu châu Hưng Hóa - Nguyễn Toại
- Thái độ "kẻ sĩ" triều Quang Trung - Nguyễn Đăng Thục
- Kẻ sĩ đời Lê mạt (Giai đoạn Tây Sơn đánh Bắc Hà) - Phạm Văn Sơn
- Nguồn động lực Nam Tiến với vùng đất Tây Sơn - Lý Văn Hùng
- Chuyện còn truyền lại từ khi Nhà Nguyễn Tây Sơn mất ngôi - Thúy Sơn
- Những ngày tàn của Tây Sơn dưới mắt của giáo sĩ Tây Phương - Nguyễn Ngọc Cư
- Sử học Tây phương sau Chiến tranh thế giới thứ hai - Hoàng Ngọc Thành
- Giới thiệu sách báo

### Số 22 - Tháng 4, 5, 6/1971
- Lá thư tòa soạn
- Phe chống đảng Tây Sơn ở Bắc với tập "Lữ Trung Ngâm" - Hoàng Xuân Hãn
- Giao Châu thời Lục Triều - Bửu Cầm
- Thủy trình đường ghe từ Huế (Thừa Thiên) ra Nam Định - Bùi Quang Tung
- Vài tài liệu Pháp về cuộc khởi nghĩa Trương Công Định tại Gò Công - Nguyễn Ngọc Cư
- Nguyễn Quyền (thời gian bị an trí ở Bến Tre) - Nguyễn Duy
- Ngọc phả tướng công Đại vương công thần đời Trưng Vương - Đình Thụ Hoàng Văn Hòe
- Tìm hiểu suối nước nóng thiên nhiên tại Bình Thuận - Lê Hữu Nghĩa
- Chuyến du khảo vào nông trại Thới Sơn - Nguyễn Văn Hầu
- Nguyên nhân vụ án Tiền-quân Thành - Tô Nam
- Cao-Đạt trước một phiên tòa lịch sử - Đông Tùng
- Tân Việt Cách mạng Đảng - tài liệu Sở mật thám Đông Dương (Nguyễn Ngọc Cư dịch)
- Mỏ và tinh khoáng kỹ nghệ ở Việt Nam Cộng Hòa - Lạp Chúc Nguyễn Huy
- Trung Việt văn hóa tạp luận - Mai Chưởng Đức dịch
- Thử tìm hiểu vấn đề gia phả ở miền Nam - Nguyễn Đức Dụ
- Khâm Định An Nam Kỷ Lược - Nguyễn Khắc Kham
- Giới thiệu sách báo
- Tin tức đặc biệt
- Phụ trương
- Quelques documents inédits sur la révolte de Trương-Công-Định à Gò Công (1861-63) - Bùi Quang Tung

### Số 23 và 24 - Tháng 7, 8, 9, 10, 11, 12/1971
Đặc Khảo Đà Lạt
- Lá thư tòa soạn
- Một vài ký vãng về hội nghị Đà Lạt - Hoàng Xuân Hãn
- Lịch sử phát triển Đà Lạt (1893 - 1954) - Hãn Nguyên
- Ít dòng nhật ký về hội nghị trừ bị Đà Lạt 1946 - Trần Văn Tuyên
- Bác sĩ Yersin, người đầu tiên tìm ra vùng đất Đà Lạt - Nguyễn Văn Y
- Ấp Hà Đông - Nguyễn Nhân Bằng
- Các điều kiện đất đai và vài cảm nghĩ về sinh môi tại vùng Đà Lạt - Thái Công Tụng
- Vài nét đại cương về hình thể đất đai của vùng Đà Lạt (Tuyên Đức) - Võ Đình Ngộ
- Địa chất vùng Đà Lạt - Nguyễn Văn Vân
- Khí hậu Đà Lạt - Nguyễn Kim Môn
- Rau Cải Đà Lạt - Vũ Văn Tiếp
- Quần thụ Thông 3 lá ở cao nguyên Đà Lạt: Một tài nguyên thiên nhiên quan trọng cần phải cứu vãn - Nguyễn Hữu Đính và Nguyễn Hữu Hài
- Tình trạng hiện tại và triển vọng tương lai của ngành trồng cây ăn trái ôn đới tại Đà Lạt - Phạm Văn Lộc
- Thông hai lá ở cao nguyên Đà Lạt - Nguyễn Văn Tài
- Khái lược về sinh hoạt nhân văn và kinh tế của Đà Lạt - Phạm Văn Lưu và nhóm sử địa Đà Lạt
- Phần chỉ dẫn du lịch về thành phố Đà Lạt - Nhóm sử địa Viện Đại học Đà Lạt
- Bản đồ du lịch thành phố Đà Lạt - Bản đồ Đà Lạt và các vùng phụ cận và 30 phụ bản - Nha Địa Dư Quốc gia

### Số 25 - Tháng 1, 2, 3 - 1972
- Lá thư tòa soạn
- Phe chống đảng Tây Sơn ở Bắc với tập "Lữ Trung Ngâm" - Hoàng Xuân Hãn
- Một quyển sử - Nhất Thanh
- Tương quan giữa những hình chạm trên trống đồng Việt tộc và bài "Đồng Quân" trong Sở Từ - Bửu Cầm
- Hoạch định và phát triển nông nghiệp dựa vào các vùng thiên nhiên ở Nam Việt Nam - Thái Công Tụng
- Bọn Cờ Đen hạ sát Francis Garnier - Phù Lang Trương Bá Phát
- Gia đình và Gia phả - Dã Lan Nguyễn Đức Dụ
- Một chuyến ghé thăm giã từ xứ Chàm Bình Thuận - Tạ Chí Đại Trường
- Tân Việt Cách mạng Đảng - Sở Mật Thám Đông Dương (Nguyễn Ngọc Cư dịch)
- Thư tịch chú giải lịch sử Việt Nam qua Tạp chí Revue Indochinoise (1893-1925) - Trần Anh Tuấn
- Trung Việt văn hóa luận tập - Mai Chưởng Đức dịch
- Phái đoàn thám hiểm sông Cửu Long Doudart De Lagrée (1866-1868) - Trần Anh Tuấn
- Giới thiệu sách báo

### Số 26 - Tháng 1, 2, 3/1974
Kỷ niệm 300 năm ngưng chiến nam bắc phân tranh thời Trịnh Nguyễn
- Lá thư tòa soạn
- Đúng ba trăm năm trước - Hoàng Xuân Hãn
- Khảo sát một tài liệu lịch sử quý giá - có hay không niên hiệu "Hàm Nghi năm thứ IV" - Nguyễn Quang Tô
- Mấy khu lăng mộ miền châu thổ Long Giang liên quan đến Thoại Ngọc Hầu - Nguyễn Văn Hầu
- Duyên văn tự đưa tới sự nghiệp cách mạng - Sự gặp gỡ giữa cụ Phan Bội Châu và cụ Nguyễn Thượng Hiền - Hồng Liên Lê Xuân Giáo
- Các điều kiện đất đai tại đồng bằng Ninh Thuận - Thái Công Tụng
- Từ vụ ám sát Bazin năm 1929 đến cuộc khởi nghĩa Yên Báy năm 1930 của Việt Nam Quốc Dân Đảng - Trương Ngọc Phú
- Trần Thái Tông và tác phẩm Khóa Hư Lục - Lê Hữu Mục
- Chiến trận Tham Lương năm Nhâm Dần (1782) - Phù Lang Trương Bá Phát
- Văn khố Việt Nam - Nguyễn Hùng Cường
- Các tính ngôi vị các ông Tổ trong gia phả - cách vẽ phả đồ - Dã Lan Nguyễn Đức Dụ
- Thượng kinh ký sự - Ứng Nhạc Vũ Văn Đĩnh
- Đọc sách báo

### Số 29 - Tháng 1, 2, 3 - 1975
Đặc khảo về Hoàng Sa và Trường Sa
- Thử đặt "vấn đề Hoàng Sa" - Nguyễn Nhã
- Quần đảo Hoàng Sa - Hoàng Xuân Hãn
- Phúc trình về công tác nghiên cứu phốt-phát lần cuối cùng tại quần đảo Hoàng Sa của phái đoàn chuyên viên hỗn hợp Nhật-Việt vào mùa thu năm 1973 - Trần Hữu Châu
- Phúc trình cuộc thám sát hòn Nam Yít thuộc quần đảo Trường Sa vào mùa thu năm 1973 - Trịnh Tuấn Anh
- Những sử liệu tây phương minh chứng chủ quyền của Việt Nam và quần đảo Hoàng Sa - Trường Sa từ thời Pháp thuộc đến nay - Thái Văn Kiểm
- Hai quần đảo Hoàng Sa, Trường Sa giữa Đông Hải - Lam Giang
- Hoàng Sa và Trường Sa, lãnh thổ Việt Nam - Lãng Hồ
- Những sử liệu chữ Hán minh chứng chủ quyền của Việt Nam trên quần đảo Hoàng Sa và Trường Sa qua nhiều thế kỷ - Hãn Nguyên
- Thử khảo sát về quần đảo Hoàng Sa - Sơn Hồng Đức
- Hoàng Sa dưới mắt nhà địa chất H. Fontaine - Lạp Chúc Nguyễn Huy
- Phương diện địa danh học của hai quần đảo Hoàng Sa và Trường Sa - Võ Long Tê
- Nhận xét về các luận cứ của Trung Hoa liên quan tới vấn đề chủ quyền hai quần đảo Hoàng Sa và Trường Sa - Quốc Tuấn
- Hoàng Sa qua vài tài liệu văn khố của Hội Truyền giáo Ba Lê - Nguyễn Nhã
- Các văn kiện chính thức xác nhận chủ quyền Việt Nam trên hai quần đảo Hoàng Sa và Trường Sa từ thời Pháp thuộc tới nay - Bà và Ông Trần Đăng Đại
- Hoàng Sa qua những nhân chứng - Trần Thế Đức
- Thư mục chú giải về Hoàng Sa - Nhóm thư tịch sử địa
- Phụ lục: Biến cố Hoàng Sa tạo phấn khích sáng tác Đại hùng ca - Phạm Thiên Thư